# Площа Свободи (станція метро, Нижній Новгород)
«Площа Свободи» (рос. Площадь Свободы) — проектована станція  Автозаводській лінії  Нижегородського метрополітену, яка буде розташовуватися в  Нижегородському  районі під  вулицею Бєлінського, в районі вулиць Ванеева і Ошарской між діючою станцією «Горьківська» і проектованої «Сінна».  Після відкриття «Оперний театр» стане другою станцією метрополітену в Нагірній частині Нижнього Новгорода.

## Можливі назви
На серпень 2010 року основною робочою назвою була «Оперний театр». Зокрема, воно фігурує в обробці на станції метро «Горьковская». Назва станція отримала по розташованому поруч  Нижньогородським театром опери та балету ім.  А. С. Пушкіна.
В якості альтернативного назви розглядається «Площа Свободи» по знаходиться поруч  однойменній площі .  Громадськістю пропонувалися й інші назви, в тому числі «обережні» (по розташованому поруч  Нижегородському острогу) і «кулібінська» (за що знаходиться в безпосередній близькості від західного вестибюля станції  парку Кулібіна).

## Перспективи
Раніше на станції планувалася пересадка на Третю лінію Нижньогородського метрополітену. За оновленим планом пересадка на третю лінію Нижньогородського метрополітену буде організована на станції «Горьківська», однак «НіжегородгражданНІІпроект» пропонує організувати її все ж на станції «Оперний театр», як і планувалося раніше , однак за станом на 2018 рік питання,  де буде організована пересадка на Нагірну лінію, на «Оперному театрі» або на «Горьківської» до сих пір залишається неясним.

## Будівництво
Будівництво станції буде відбуватися відкритим способом.  Для цього буде перекриватися вулиця Бєлінського в районі Оперного театру, на перетині з вулицею Ванеева.  Тому розглядаються варіанти перенесення  трамвайної лінії маршруту № 2 на сусідні вулиці (можливо до Лапшіхі) або будівництво розворотів кілець.  Можлива також перенаправка тролейбусних маршрутів № 9 та № 17 на вулиці Горького і Бекетова, і далі до Кузнечиху, і тролейбусного маршруту № 13 на вулицю Горького на час будівництва.
13 листопада 2012 року провідний архітектор «Ніжегородметропроект» Павло Пресняков спільно з авторами художніх панно на станції метро «Горьковская» Олексієм Рогоновим і Олегом Мустафіним представив проекти майбутніх станцій метро «Оперний театр» і «Сінна площа».
Почати будівництво передбачається після завершення будівництва станції «Стрілка». На 2019 рік заплановано винесення інженерних мереж на ділянці від станції «Горьковская» до станції «Сінна».  Відкриття станції планується в 2024 році .
12 серпня 2018 рік а муніципальне казенне установа «Головне управління з будівництва та ремонту метрополітену, мостів і дорожніх мереж в місті Нижньому Новгороді» (МКУ «ГУММіД») отримало дозвіл на підготовку документації по плануванню території для продовження  лінії метрополітену від станції «Горьковская» до станції «Сінна».  У наказі йдеться, що документи повинні бути представлені в департамент містобудівної діяльності і розвитку агломерацій Нижегородської області протягом одного року .

## Розташовані у метро об'єкти
- Нижегородський театр опери та балету ім.  А. С. Пушкіна
- Нижегородський острог
- Торговий центр «Поверхи»
- Ліцей № 38
- Парк Кулібіна

## Архітектура і оформлення
Станція спроектована колоною двопрогінній мілкого закладення.

## Вестибюлі і пересадки
Вестибюль № 1 буде вести до вулиць Белінського і Ошарська.  Другий вестибюль буде виходити до вулиць Ванеева і Бєлінського, площі Свободи, а також до Нижегородському театру опери та балету імені Пушкіна.